# فرودگاه هیلتن هد
فرودگاه هیلتن هد (به انگلیسی: Hilton Head Airport) یک فرودگاه همگانی بهره‌برداری هوایی با کد یاتا HHH است که یک باند فرود آسفالت دارد و طول باند آن ۱۳۱۱ متر است. این فرودگاه در کشور ایالات متحده آمریکا قرار دارد و در ارتفاع ۶ متری از سطح دریا واقع شده‌است.